# Hoplacephala dasyops
Hoplacephala dasyops är en tvåvingeart som först beskrevs av Boris Borisovitsch Rohdendorf 1966.  Hoplacephala dasyops ingår i släktet Hoplacephala och familjen köttflugor.
Artens utbredningsområde är Nepal. Inga underarter finns listade i Catalogue of Life.